# Yukiko Iwai
 (septembre 2024).
Si vous disposez d'ouvrages ou d'articles de référence ou si vous connaissez des sites web de qualité traitant du thème abordé ici, merci de compléter l'article en donnant les références utiles à sa vérifiabilité et en les liant à la section « Notes et références ».
Ne doit pas être confondu avec Yukiko Iwai (Seiyū).
Pour les articles homonymes, voir Iwai.
Yukiko Iwai (岩井 由紀子, Iwai Yukiko), surnommée Yuyu (ゆうゆ, Yūyu, Yuuyu), née le 26 mai 1968 à  Yokohama, Kanagawa, au Japon, est une chanteuse-idole japonaise des années 1980.

## Biographie

### Enfance et formation
Elle est née le 13 janvier 1972.

### Liens
- (en) Yukiko Iwai sur Idollica
- (ja) Site de fan japonais